# Rodrigo Mendes
Rodrigo Mendes (nacido el 9 de agosto de 1975) es un exfutbolista brasileño que se desempeñaba como centrocampista.
Jugó para clubes como el Flamengo, Grêmio, Kashima Antlers, Atlético Paranaense, Oita Trinita, Al-Ain, Al-Gharafa y Fortaleza.

## Trayectoria

### Clubes
| Club                | País                   | Año         |
| ------------------- | ---------------------- | ----------- |
| Flamengo            | Brasil                 | 1993 - 1995 |
| Grêmio              | Brasil                 | 1996        |
| Kashima Antlers     | Japón                  | 1996 - 1997 |
| Flamengo            | Brasil                 | 1997        |
| Atlético Paranaense | Brasil                 | 1998        |
| Grêmio              | Brasil                 | 1998        |
| Flamengo            | Brasil                 | 1999 - 2000 |
| Grêmio              | Brasil                 | 2000 - 2002 |
| Oita Trinita        | Japón                  | 2003        |
| Al-Ain              | Emiratos Árabes Unidos | 2003 - 2004 |
| Al-Gharafa          | Catar                  | 2004 - 2007 |
| Grêmio              | Brasil                 | 2007 - 2008 |
| Sharjah FC          | Emiratos Árabes Unidos | 2008        |
| Fortaleza           | Brasil                 | 2009        |
| Novo Hamburgo       | Brasil                 | 2009 - 2011 |

## Palmarés

### Como jugador

#### Torneos regionales
| Título                | Club                | Estado             | Año  |
| --------------------- | ------------------- | ------------------ | ---- |
| Taça Guanabara        | Flamengo            | Río de Janeiro     | 1995 |
| Campeonato Gaúcho     | Grêmio              | Río Grande del Sur | 1996 |
| Campeonato Paranaense | Atlético Paranaense | Paraná             | 1998 |
| Taça Guanabara        | Flamengo            | Río de Janeiro     | 1999 |
| Campeonato Carioca    | Flamengo            | Río de Janeiro     | 1999 |
| Taça Río              | Flamengo            | Río de Janeiro     | 2000 |
| Campeonato Carioca    | Flamengo            | Río de Janeiro     | 2000 |
| Campeonato Gaúcho     | Grêmio              | Río Grande del Sur | 2001 |
| Campeonato Cearense   | Fortaleza EC        | Ceará              | 2009 |

#### Torneos nacionales
| Título             | Club            | País   | Año     |
| ------------------ | --------------- | ------ | ------- |
| J1 League          | Kashima Antlers | Japón  | 1996    |
| Supercopa de Japón | Kashima Antlers | Japón  | 1997    |
| Copa del Emperador | Kashima Antlers | Japón  | 1997    |
| Copa J. League     | Kashima Antlers | Japón  | 1997    |
| Copa de Brasil     | Grêmio          | Brasil | 2001    |
| Supercopa de EAU   | Al-Ain          | EAU    | 2003    |
| UAE Pro League     | Al-Ain          | EAU    | 2003-04 |
| Liga de fútbol     | Al-Gharafa      | Catar  | 2004-05 |

#### Torneos internacionales
| Título                      | Club     | Sede      | Año  |
| --------------------------- | -------- | --------- | ---- |
| Copa Mercosur               | Flamengo | São Paulo | 1999 |
| Liga de Campeones de la AFC | Al-Ain   | Bangkok   | 2003 |